# Коленковский, Александр Константинович
Александр Константинович Коленковский (4 сентября 1880 года — 23 мая 1942 года) — российский и советский военачальник, советский военный историк, генерал-лейтенант (1940), профессор (1938), доктор военных наук (1941).

## Биография
Родился Александр Константинович Коленковский в 1880 году в Николаеве Херсонской губернии, в семье офицера. Получил домашнее образование.
30 сентября 1897 года поступил в Одесское пехотное юнкерское училище, выпущен в 1900 году, подпоручиком в Виленский 52-й пехотный полк, затем служил в 218-м Борисоглебском пехотном полку. Участник Русско-японской войны, командовал ротой, был адъютантом полка. В 1912 году окончил Николаевскую военную академию по 1-му разряду, с 1913 года отбывал цензовое командование ротой в 14-м стрелковом полку.
Участник Первой мировой войны, старший адъютант штаба 64-й пехотной дивизии. В феврале 1915 года участвовал в Августовской операции. С 6 августа 1915 года — преподаватель в Одесском военном училище, с 1916 года — и.д. старшего адъютанта отделения генерал-квартирмейстера штаба 6-й армии, со 2 января 1917 года — старший адъютант управления обер-квартирмейстера штаба 42-го армейского корпуса, с февраля 1917 года — и.д. начальника штаба 181-й пехотной дивизии, с 20 февраля 1918 года — старший адъютант отделения генерал-квартирмейстера штаба 3-й армии, затем генерал-квартирмейстер штаба той же армии.
В апреле 1918 года А. К. Коленковский добровольно вступил в РККА, назначен начальником штаба Военного руководителя Невельского района, с июля 1918 года — начальник штаба, в августе—сентябре 1918 года — вр.и.д. начальника 5-й Витебской стрелковой дивизии, с 28 сентября 1918 года по 3 апреля 1919 года — начальник штаба Восточного фронта, с 29 апреля 1919 года — военный руководитель Приволжского военного округа, с августа 1920 года — военный атташе в Литве, с 3 марта 1921 года — в распоряжении Главкома, с 9 марта 1921 года по 1924 год — начальник Оперативного отдела Штаба РККА.
С 1924 года на преподавательской работе в Военной академии им. Фрунзе, начальник кафедры военной истории. Автор научных трудов по военной истории и оперативному искусству. С 1940 года — член ВКП(б).
Во время Великой Отечественной войны на той же должности исследовал опыт боев под Ростовом, в 1942 году написал статью «Ростовская операция Красной Армии», в которой сделал важные выводы по организации наступательных боевых действий.
Умер Александр Константинович Коленковский в Ташкенте, в 1942 году.

## Звания

### Российской империи
- подпоручик — (старшинство (ст.) 17.01.1901)
- поручик — (ст. 01.09.1904)
- штабс-капитан — (ст. 13.08.1909)
- капитан — (ст. 01.09.1910)
- подполковник — 1916 (ст. 06.12.1915)

### Советского Союза
- комбриг — 05.12.1935
- комдив — 05.02.1939
- генерал-лейтенант — 04.06.1940

## Награды

### Российской империи
- Орден Святого Станислава 3-й степени с мечами и бантом (1907)
- Орден Святой Анны 3-й степени (19.05.1912)
- Орден Святого Владимира 4-й степени с мечами и бантом (ВП 15.06.1915)[1]

### Советского Союза
- Орден Красной Звезды (5.02.1939)
- Медаль «XX лет РККА» (22.02.1938)

## Сочинения
- Дарданелльская операция. — М. 1938 — 135 с.
- Зимняя операция в Восточной Пруссии в 1915. — М.-Л., 1927. — 154 с.
- Маневренный период первой мировой империалистической войны 1914. — М. 1940.
- Марнская операция. — М. 1933.
- О наступательной операции армии, входящей в состав фронта. — М. 1929.
- Ростовская операция Красной Армии. — Сборник «Труды Академии», 07.1942.
- Русско-турецкая война 1877—1878 гг. — М. 1939 (совм. с В. Белолипецким).